# Oman Oil Company
Oman Oil Company (OOC) je obchodní společnost zcela vlastněná státem Omán. Založena v roce 1996, se zabývá investováním do energetického sektoru uvnitř i vně Ománu. V Ománu se soustředí na rozvoj průmyslu založeném na ropě a zemním plynu.